# Marc Ostfield
Marc Ostfield es un académico y diplomático estadounidense. Desde marzo de 2022 hasta enero de 2025 fue el embajador de Estados Unidos en Paraguay.

## Educación
Ostfield obtuvo una bachiller universitario en letras en estudios de la mujer, una maestría en ciencias en educación sexual humana y un doctorado en filosofía en comunicación de la Universidad de Pensilvania.

## Carrera
Ostfield comenzó su carrera como supervisor currículo en GMHC en 1987. En 1988 y 1989, fue director de educación para la salud en la Universidad de Nueva York. De 1989 a 1993, fue director de FHI 360.
Ostfield trabajó como consultor independiente de 1995 a 2002 antes de unirse al Departamento de Estado de los Estados Unidos, sirviendo primero como asesor principal en la Oficina de Salud Internacional y Biodefensa. En 2009, se desempeñó como asesor principal de asuntos exteriores en la Oficina de Cooperación Científica y Tecnológica.
De 2009 a 2013, se desempeñó como director de la Oficina de Políticas y Asuntos Globales en la Oficina de Asuntos Europeos y Euroasiáticos. De 2013 a 2017 fue subdirector del Instituto del Servicio Exterior. En 2017 y 2018 se desempeñó como director interino del FSI. En 2018, se convirtió en ombudsman del Departamento de Estado.

### Embajador en Paraguay
El 15 de junio de 2021, el presidente Joe Biden nominó a Ostfield para ser el próximo embajador de Estados Unidos en Paraguay.
El 23 de junio de 2021 se envió su postulación al Senado. El 5 de agosto de 2021 se llevó a cabo una audiencia sobre su postulación ante la Comisión de Relaciones Exteriores del Senado. El 19 de octubre de 2021, su nominación fue reportada favorablemente fuera del comité. El 18 de diciembre de 2021, el Senado de los Estados Unidos lo confirmó por voto de voz.
Presentó sus cartas credenciales al presidente de Paraguay, Mario Abdo Benítez, el 9 de marzo de 2022.